# Henri de Gondi (Kardinal)

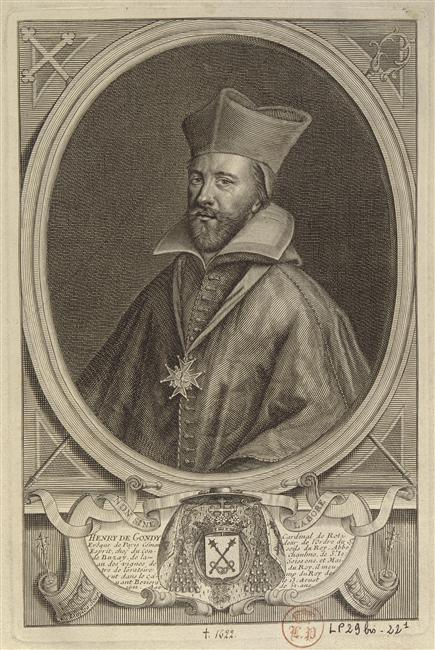
Henri Kardinal de Gondi

Henri de Gondi (* 1572 in Paris; † 14. August 1622 in Béziers) war ein französischer Bischof und Kardinal.

## Leben

Kardinalswappen (modernes Schema)

Die Familie de Gondi stammte ursprünglich aus Florenz. Er war als zweites Kind der Sohn von Albert de Gondi, duc de Retz, der 1573 zum Marschall von Frankreich erhoben wurde, und der Baronin Claude Catherine de Clermont-Dampierre. Sein Bruder Jean-François wurde später der erste Erzbischof von Paris. Als Neffe des Bischofs von Paris Pierre de Gondi wurde er Koadjutor seines Onkels, bevor er ihm 1598 als Bischof folgte. Er war der Onkel des Kardinals Jean-François-Paul de Gondi de Retz. Er erwarb ein Lizenziat utroque iure, im kanonischen und im weltlichen Recht.
Am 16. Juni 1597 wurde er Bischof von Paris. Die Bischofsweihe spendete ihm am 1. März 1598 sein Vorgänger und Onkel Kardinal Pierre de Gondi; Mitkonsekratoren waren Armand Sorbin, der Bischof von Nevers, und René Potier, der Bischof von Beauvais. Er war Teilnehmer der Generalstände 1614 und 1615, Mitglied des Kronrates und ab 1619 dessen Vorsitzender.
Papst Paul V. erhob ihn im Konsistorium vom 26. März 1618 zum Kardinalpriester, de Gondi reiste jedoch niemals nach Rom, um den roten Hut und eine Titelkirche entgegenzunehmen. Auch am Konklave 1621, bei dem Papst Gregor XV. gewählt wurde, nahm er nicht teil.
Er starb in Béziers und wurde in der Kathedrale Notre-Dame de Paris in einer Familienkapelle beigesetzt.